# Владкув
Владкув (пол. Władków) — село в Польщі, у гміні Гродзиськ-Мазовецький Ґродзиського повіту Мазовецького воєводства.
Населення — 174 особи (2011).
У 1975-1998 роках село належало до Варшавського воєводства.

## Демографія
Демографічна структура станом на 31 березня 2011 року:
|          | Загалом | Допрацездатний вік | Працездатний вік | Постпрацездатний вік |
| -------- | ------- | ------------------ | ---------------- | -------------------- |
| Чоловіки | 77      | 17                 | 53               | 7                    |
| Жінки    | 97      | 24                 | 56               | 17                   |
| Разом    | 174     | 41                 | 109              | 24                   |